# Zlamál Vilmos

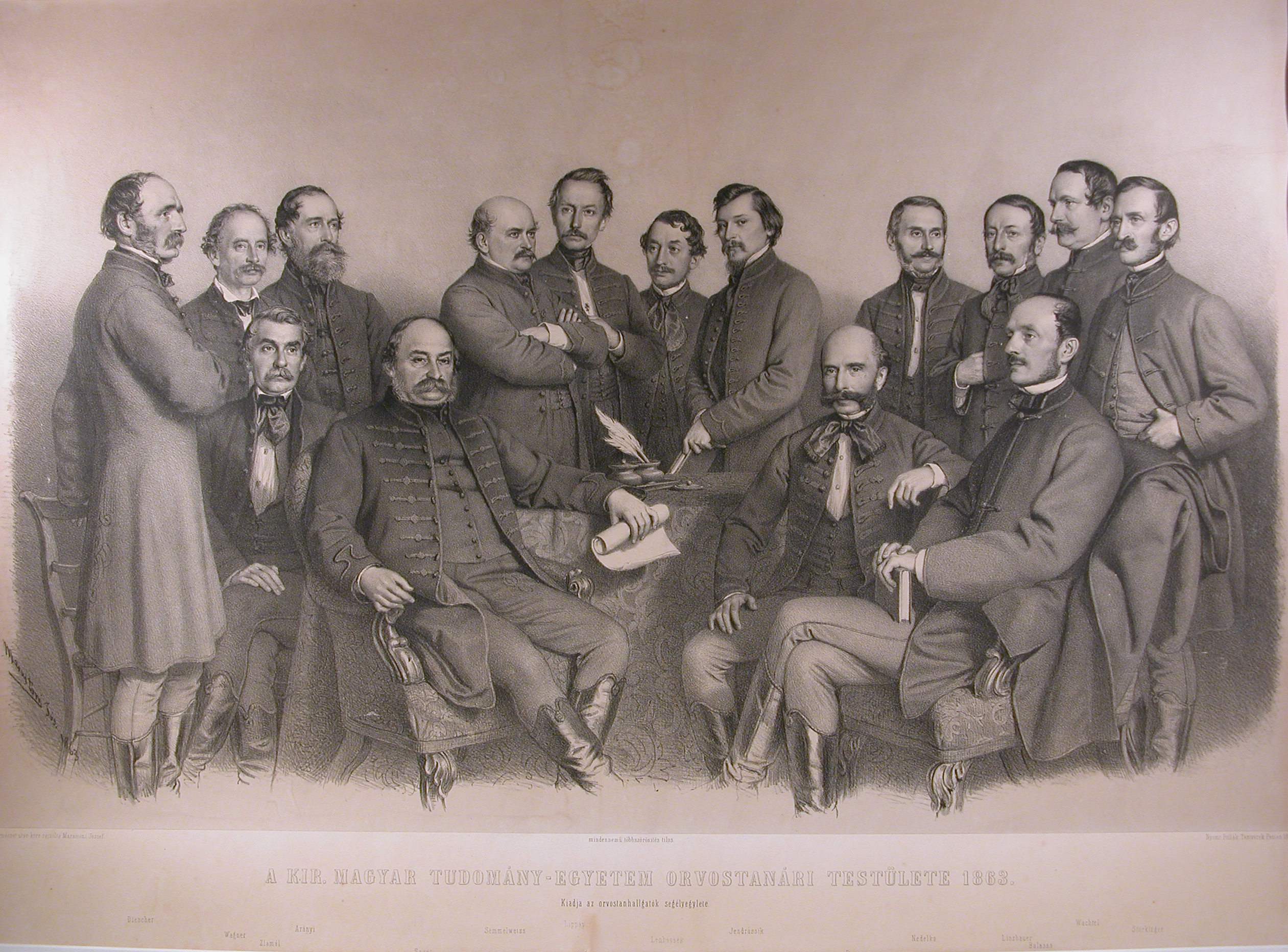
A Pesti Egyetem Orvostudományi Karának egyetemi tanárai 1863-ban. Balról jobbra állnak (1) Diescher János, (2) Wagner János, (3) Arányi Lajos, (4) Semmelweis Ignác (kezeit keresztben tartja), (5) Lippay Gáspár, (6) Lenhossék József, (7) Jendrássik Jenő, (8) Nedelkó Döme, (9) Linzbauer Ferenc, (10) Wachtel Dávid, (11) Stockinger Tamás. Ülnek: (12) Zlamál Vilmos, (13) Sauer Ignác, (14) Rupp N. János, (15) Balassa János. Festő Marastoni József

Zlamál Vilmos (Morsitz, (Morvaország), 1803. június 21. – Budapest, 1886. november 11.) állatorvos, egyetemi tanár, az MTA tagja,  miniszteri osztálytanácsos.

## Élete
Tanulmányait Kremsierben és Bécsben elvégezvén, mint orvos katonai szolgálatba lépett és 1831-ben Galíciában az oroszok által odaszorított lengyel csapatok sebesültjeit ápolta. 1833-ban Bécsbe küldték az állatorvosi tanfolyam elvégzésére, ahonnan két év múlva Temesvárra helyezték át. 1836-ban országos állatorvosi állásra írtak ki pályázatot és Lenhossék József dr. helytartósági tanácsos felszólította Zlamált, hogy vegyen részt a pályázaton. Zlamál, noha már ekkor Temesváron jelentékeny orvosi gyakorlata volt, pályázott a 600 forint fizetéssel járó szerény állásra és 1838-ban ki is nevezték országos állatorvosnak. Új állásában legelőször is az állategészségügyi rendeletek és utasítások kidolgozásához látott és különösen a marhavész okait, lényegét és terjedését kutatta. Eddig magyarul sem tudott, de csakhamar megtanult és 1841-ben már magyar nyelven tartotta előadásait az állatorvosi intézetben. 1843-ban egyetemi nyilvános rendes tanárrá nevezték ki. 1851-ben az állatgyógyintézetet különválasztották az egyetemtől, ettől kezdve itt külön előadásokat tartott az intézet növendékei számára főleg a belgyógyászat- és járványtanból. 1864-ban a Magyar Tudományos Akadémia levelező tagjának választotta. 1867-74-ben a földművelésügyi minisztériumban osztálytanácsosi ranggal mint szakreferens működött. 1881-ben vonult nyugalomba, amikor morvai előnévvel magyar nemességet kapott.
Cikkeit felsorolja Szinnyei Repertoriuma II. részt. I. köt. 1669-71. l.

## Munkái
- A keleti marhavész (százrétű aszály), több évi szigorú vizsgálatok és számos tapasztalatok után. Budapest, 1841.
- A lónak lábai (végtagjai) egészséges és kóros állapotukban, különös tekintettel a sántítás mindenféle nemeire s annak orvoslására. Budapest, 1849.
- Népszerű oktatás a marhavész elhárítására. Nagyvárad. 1850.
- Különös kór- és gyógytan a házi állatok belső betegségeiről, Budapest, 1853. (kőnyomat).
- A hasznos házi állatok járványos nyavalyái. Budapest, 1853. (kőnyomat).
- Állatgyógyászat, különös tekintettel az embereknél előforduló, az állatokéhoz hasonló betegségekre. Budapest, 1859.
- A keleti marhavész. Budapest, 1862.
- Barmászat, avagy a hasznos házi állatot betegségeinek megismerése és orvoslása, különös tekintettel a gazdasági állatok okszerű tenyésztésére. Budapest, 1861.
- A marhavész s annak oltása mint az egyedüli biztos szer a marhavész szelídítésére s végképpeni kiirtására. Budapest, 1863.
- Az állattenyésztés fontossága s jelenlegi állása Magyarországon. (Ért. a természettud. köréből I. 3.) Budapest. 1867.
- Részletes állatkór- s gyógytan, különös tekintettel a járványos kórokra s az állatorvosi rendészetre. Budapest, 1877.